# Torri di Quartesolo
Torri di Quartesolo – miejscowość i gmina we Włoszech, w regionie Wenecja Euganejska, w prowincji Vicenza.
Według danych na rok 2004 gminę zamieszkiwało 10 981 osób, 610,1 os./km².